# Ran Ran Ran
Ran Ran Ran är en spansk (katalansk) popgrupp grundad 2013 i Barcelona. Den spelar pop och folkpop, ibland beskriven som indiepop. Gruppen, ledd och grundad av Ferran Baucells, har fram till 2024 kommit ut med minst sex fullängdsalbum och ett antal EP-skivor och minialbum.

## Historia
Gruppen grundades 2013 av sångaren och låtskrivaren Ferran Baucells. Han var tidigare medlem av Tired Hippo, en katalansk indiepop-grupp aktiv mellan 2003 och 2012. Baucells har tidigare haft avslutade ambitioner om en karriär som författare eller serieskapare. Baucells kompletterades i Ran Ran Ran av Jordi Farreras på slagverk, och sedan 2018 är även sångerskan Martina Borrut och gitarristen Valentí Adell fasta medlemmar av gruppen.

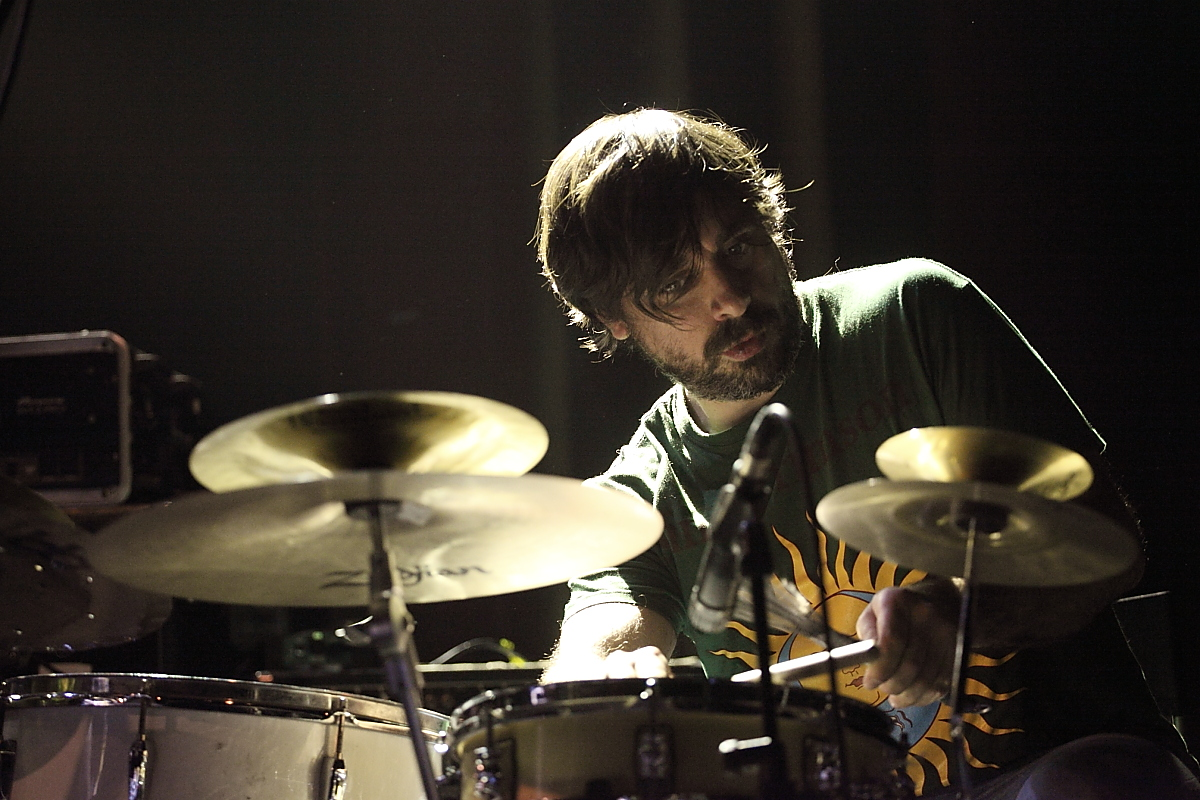
Jordi Farreras vid spelning i Sala Apolo (Barcelona), 2017.

Under 2013-2015 producerades tre olika demoproduktioner, varefter gruppens officiella, självbetitlade debutalbum kom ut 2015 på det lokala skivbolaget Bankrobber. Gruppnamnet var inspirerat av Akira Kurosawas film Ran, liksom av Yo La Tengos sång "Before We Run" och The Velvet Undergrounds "Run Run Run". Medan Baucells tidigare musikprojekt Tired Hippo var ren pop, betecknade han den nya gruppbildningens musik som folkpop, mer baserad på akustisk gitarr. Andra har även sett det som musik i gränslandet till folkrock. Gruppen har ett flertal gånger delat scen med Inspira, en grupp som spelat en snarlik musik.
2017 kom det andra studioalbumet, L'hereu, denna gång producerat av Manel-medlemmen Arnau Vallvé. Ett antal singlar och EP-utgåvor följde under 2018 och 2019, delvis kopplade till albumet Ran de mar, där det visuella temat baserade sig på mongoliska miljöer. Här var också Sufjan Stevens en stor inspirationskälla.
Våren 2020 släpptes minialbumet Cançons confinades: Una odissea en el temps. Titeln (översatt som 'Instängda sånger: En odyssé i tiden') syftar på 2020 års coronapandemi och dess konsekvenser för musikindustrin. Den digitala utgåvan spelades in i mitten av mars, under den första veckan av nedstängning av samhället. Hösten 2021 återvände Ran Ran Ran med Clàssics populars. Albumet innebar en nystart för gruppen, med nya namn på trummor (Miguel Ballester), bas och fiol (Joan Villaroya) och utan medverkan från gitarristen Valentí Adell.
2023 kom Jo faig rànkings, tu poemes, med tio låtar producerade av Arnau Vallvé, sångare och trummis i Manel. Albumet distribuerades som LP och via digitala strömningsbutiker, men utan en CD-utgåva. Året efter återkom man med albumet Rendez-vous, en samling med åtta låtar som beskrivits som "sångbaserad pop". Till skillnad från året innan var produktionen den här gången mer hantverksmässig, som ett samarbete mellan de de fyra i gruppen och inspelad i hemmiljö.

## Diskografi

### Album och EP
- Més brots (2013, demo/egenutgivning)
- Tot OK. Stop (2015, demo/Hi Jauh USB?)
- L'encyclopèdie (2015, demo/Ultra-Local Records)
- Ran Ran Ran (2015, Bankrobber BR077)
- L'hereu (2017, Bankrobber BR091)
  - Aventures extraordinàries de l'hereu (2017, EP)
- Ran de mar (2018, Bankrobber BR109)
  - Havent sopat (2019, EP)
  - Un darrer ball (2019, EP)
  - RDM RMX (2019, ommixningar av albumet Ran de mar)
- Fum de te (2019, samling av outgivna spår från 2013–2016)
  - Cançons confinades: Una odissea en el temps (2020, minialbum)
- Clàssics populars (2020, Bankrobber)
- Jo faig rànkings, tu poemes (2023, Bankrobber)[14]
- Rendez-vous (2024, Bankrobber)[3]

### Singlar
- 2014: "L'endemà"
- 2017: "I un vers", "L'hereu"
- 2018: "Capità", "Guerra & pau", "Dormies (despertes)", "La gent especial"
- 2019: "Havent sopat", "Un darrer ball"
- 2021: "Cendra", "Fulles", "Pioners"
- 2022: "Planetes, llunes & asteroides", "Vivíem a la vora"
- 2023: "Abans sí, ara no", "Amstrad"
- 2024: "Prendre's en utemps (no és perdre els temps)", "Pels volts de mitjanit"